# Gola (anatomia)
La gola és la part anterior del coll, davant de la columna vertebral. L'os hioide i la clavícula són els únics ossos situats a la gola de mamífers. La gola conté diversos vasos sanguinis, diversos músculs faringis, la tràquea i l'esòfag.
Si bé en anatomia humana es considera la gola com a la part compresa entre el vel del paladar i l'entrada de l'esòfag i la laringe, consta així i principalment per la faringe. Un punt molt important de la gola és l'epiglotis, un cartílag amb forma de tapa que separa l'esòfag de la tràquea i evita el pas del menjar o del beure durant la deglució.